# Doppelschlag (Münze)

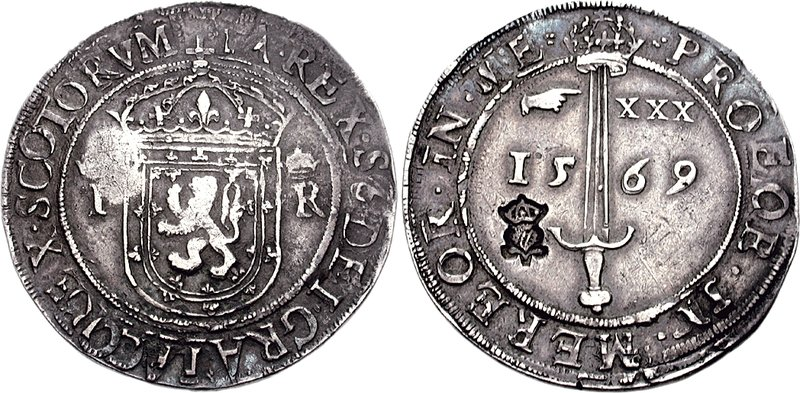
Ryal James IV. von Schottland; Doppelschlag an den Ziffern 69 sowie dem unterbrochenen Schnurkreis zu erkennen

Der Doppelschlag (franz. tréflage) ist ein Prägefehler bei der Herstellung von Münzen. Bei der Hammerprägung kam es recht häufig zum Doppelschlag: Wird zweifach oder sogar mehrmals der Oberstempel auf den Münzrohling geschlagen, kann es zu einer Verschiebung zwischen Rohling und Stempel kommen. Ein folgender Hammerschlag prägt dann ein gegenüber dem ersten Schlag verschobenes Bild des Stempels in die Münze. Oft bleiben dabei Teile des ersten Prägevorgangs erhalten. Die Münze zeigt dann zwei gegeneinander verschobene Münzbilder. Diese Erscheinung wird als Doppelschlag bezeichnet.
Bei mehrfachen Schlägen kommen auch mehrfache Verschiebungen der Münzbilder vor. Sind die Münzrohlinge nicht überall gleich dick oder wird der Prägestempel nicht genau senkrecht angesetzt, zeigt sich der Doppelschlag ggf. nur auf einem Teil des Münzbildes. Es kann hier nicht nur zur Wiederholung, sondern auch zum Fehlen von Teilen des Münzbildes kommen. Gerade wenn Teile der Beschriftung der Münzen betroffen sind (z. B. Jahreszahlen in römischen Ziffern) können Doppelschläge zu Schwierigkeiten bei der numismatischen Untersuchung der Münze führen.
Mehrfache Schläge waren bei größeren Münzen (mittelalterliche Groschenprägung, Mehrfachtaler wie die Braunschweiger Löser) oder bei Münzen mit besonders tiefem Relief (z. B. Syrakuser Dekadrachmen) regelmäßig vorgesehen. Auch bei kleinen Münzen wurde ein zweiter Schlag ausgeführt, wenn der erste nicht zu einer ausreichenden Prägung ausgereicht hatte. Es wurde dabei natürlich versucht, keinen das Münzbild störenden Doppelschlag entstehen zu lassen.
Das Prägen mit dem Stoßwerk und anderen Prägemaschinen hat das Erfordernis mehrfacher „Schläge“ auch für große Münzen stark verringert. Insbesondere seit Einführung der Ringprägung führen selbst mehrfache Prägungen kaum noch zu einem Doppelschlag, da die Münze im Verhältnis zu Ober- und Unterstempel gut fixiert ist.